# 開拓動漫祭
開拓動漫祭系列活動，是由開拓動漫事業有限公司（杜葳廣告）於臺灣所主辦的同人誌即賣會系列活動之一，分別為兩大系列：開拓動漫祭（Fancy Frontier）及亞洲動漫創作展（Petit Fancy），以臺北市為主要舉辦地點，該公司亦有負責規劃其他活動。官方看板娘為美少女妖精「東華」與美少女人造人「星華」，均由CARNELIAN與設計。與台灣同人誌販售會（CWT）為臺灣兩大同人誌即賣會體系。

## 概要

### 系列活動
開拓動漫祭（Fancy Frontier）
簡稱FF，以「開拓動漫祭籌備委員會」名義與台灣動漫畫推廣協會合作主辦的活動，也是規模最大的活動，官方宣稱目標為「像Comiket般充滿生命力，也要像（台北）國際書展一樣熱鬧」；FF24場次兩日總攤位數共1700攤，為開展以來歷年新高。FF1和FF2場次在臺北世界貿易中心展覽二館舉辦，FF3到FF24場次都在國立臺灣大學綜合體育館（臺大體育館）舉辦，FF25到FF28場次在花博公園爭艷館舉辦。FF29再次回到臺大體育館舉辦。FF30在花博公園爭艷館及流行館舉辦，但第二天活動因颱風取消，為FF首次因天然災害取消（後來以FF30.5重新舉辦）。
FF參與的同人作品大多數是男性向，觀展族群也以男性為主。FF15與CWT24撞期、都在臺大體育館舉辦，FF15租用三樓，CWT24租用一樓。
FF1協辦單位為緯來日本台，是唯一有大眾媒體協辦的場次。
2012年2月，日本女性cosplayer牛島良肉參加FF19，並因為在擺攤時下半身僅穿內褲而被新聞媒體報導，稱為「五十隻馬事件」。FF26第一天舉辦「第一屆開拓國際Cosplay交流大賽」決賽，首獎得獎者為cosplay《惡魔獵人》的情侶檔工程師蕭百堯與吳佳玟。
2020至2022年各場次，受2019冠狀病毒病日本疫情影響，皆無日本來賓。
FF41舉辦期間為2023年8月19日至2023年8月21日，為首次將展覽舉辦期間擴展至三日。
亞洲動漫創作展（Petit Fancy）
簡稱PF，與台灣社區發展協會合作主辦的活動，性質與FF相似，但規模比FF小。PF1到PF21都在臺大體育館舉辦，PF22與CN5在花博公園爭艷館舉辦。
2020至2022年各場次，受2019冠狀病毒病日本疫情影響，皆無日本來賓。

### 其他活動
以下其他活動，包含主辦及協辦。
原創作品交流展→台灣原創嘉年華（Comic Nova）
簡稱CN，與台灣動漫畫推廣協會合作主辦的活動，規定參展者以個人原創作品參展，禁止非個人作品及二次創作作品參展。CN首次在臺大體育館地下1樓桌球室舉辦，自CN2場次開始在國立臺灣師範大學公館校區中正堂（師大中正堂）舉辦。自CN8場次開始中文名稱改為台灣原創嘉年華，改在花博公園爭艷館舉辦。
模型創作祭→開拓模型祭（Reality Fantasy）
簡稱RF，與台灣動漫畫推廣協會合作主辦的活動，參展作品以模型為主題。RF首次在師大中正堂舉辦，RF2開始與PF及CN合併舉辦。RF12首次在流行館開設「戶外生活專區」。
Comic World Fancy
簡稱CWF，與艾斯泰諾（日本SE株式会社的子公司）合作主辦，在臺北世界貿易中心展覽二館舉辦，為期2004年5月1日－2日，僅舉辦過一次。
高雄動漫展→駁二動漫祭（高雄同人誌創作展）
簡稱FFK，2008年開始在高雄市協辦的活動，又有高雄FF之稱。FFK、FFK2、FFK3場次，由高雄市政府新聞處主辦，在高雄巨蛋舉辦。
自FFK4場次開始中文名稱定為駁二動漫祭，由高雄市政府文化局主辦，在駁二藝術特區舉辦，又稱駁二場。
2012桃園國際動漫大展
簡稱FFTY，是2012年在桃園縣協辦的活動，由桃園縣政府主辦，在桃園縣展演中心舉辦。
臺中動漫力
簡稱FFTC，自2012年開始在臺中市協辦的活動，由臺中市政府文化局主辦。FFTC場次在臺中市政府新市政大樓舉辦；自FFTC2場次開始在大臺中國際會展中心舉辦，2016年停辦。
2017台北動漫嘉年華
2017年4月28日－30日在臺北市承辦的活動，由臺北市政府觀光傳播局主辦，在臺北市市政大樓1樓大廳舉辦。
2017台中國際動漫博覽會（Taichung Comic Arts Festival 2017）
2017年8月11日－9月24日在臺中市承辦的活動，由臺中市政府新聞局主辦，在臺中文化創意產業園區舉辦。
2018台中國際動漫博覽會（Taichung Comic Arts Festival 2018）
2018年7月13日－7月29日在臺中市承辦的活動，由臺中市政府新聞局主辦，在臺中文化創意產業園區舉辦。
FF30.5開拓復活祭
因FF30第二天受到影響取消，第二天卻無風無雨，決定2017年8月26日－8月27日於台開動漫無限基地重新舉辦。

## 歷屆活動列表

### 臺北、桃園地區
| 開拓動漫祭（FF） | 開拓動漫祭（FF）                               | 開拓動漫祭（FF）         | 開拓動漫祭（FF） |
| 屆               | 期間                                           | 地點                     | 邀請來賓 |
| ---------------- | ---------------------------------------------- | ------------------------ | --- |
| FF1              | 2002年10月5日－6日                             | 台北世貿二館             | * 動畫導演：大地丙太郎、木村真一郎 * 作畫監督：長濱博史 * 場景設定：森木靖泰 * 聲優：安原麗子、岡村明美 * Cosplayer：                                                                            |
| FF2              | 2003年7月19日－20日                            | 台北世貿二館             | * 動畫導演：林宏樹、渡邊慎一 |
| FF3              | 2004年1月31日－2月1日                          | 臺大綜合體育館3F         | * 遊戲原畫家：CARNELIAN、 |
| FF4              | 2004年7月24日－25日                            | 臺大綜合體育館3F         | * 導演：岩崎良明 * 聲優：川上倫子 |
| FF5              | 2005年2月19日－20日                            | 臺大綜合體育館3F         | * 聲優：桃井晴子 |
| FF6              | 2005年7月30日－31日                            | 臺大綜合體育館1、3F      | * 聲優：田中理惠 |
| FF7              | 2006年2月4日－5日                              | 臺大綜合體育館3F         | * 聲優：桃井晴子 * 歌手：影山浩宣 * 插畫家：POP (插畫家)、美樹本晴彥 * 漫畫家：有馬啟太郎 |
| FF8              | 2006年7月29日－30日                            | 臺大綜合體育館1、3F      | * 聲優：中原麻衣 * 遊戲原畫家：CARNELIAN（因病未到）、、西又葵 |
| FF9              | 2007年2月24日－25日                            | 臺大綜合體育館3F         | * 聲優：真田麻美、田中理惠 |
| FF10             | 2007年7月28日－29日                            | 臺大綜合體育館3F         | * 聲優：杉田智和 * 遊戲原畫家：西又葵 |
| FF11             | 2008年2月16日－17日                            | 臺大綜合體育館3F         | * 聲優：井上喜久子 * 遊戲原畫家：CARNELIAN |
| FF12             | 2008年7月26日－27日                            | 臺大綜合體育館1、3F      | * 聲優：若本規夫、野上尤加奈、雷碧文、林美秀、吳文民、黃天佑、劉傑、蔣篤慧、龍顯蕙、錢欣郁 * 遊戲原畫家：西又葵、TONY                                                                            |
| FF13             | 2009年1月31日－2月1日                          | 臺大綜合體育館1、3F      | * 聲優：野中藍 * 歌手：荒山亮 * 插畫家：沖麻實也、鈴平裕 |
| FF14             | 2009年7月25日－26日                            | 臺大綜合體育館1、3F      | * 聲優：小清水亞美、清水愛 * 插畫師：七瀨葵 |
| FF15             | 2010年2月20日－21日                            | 臺大綜合體育館3F         | * 聲優：門脇舞以 * 歌手：鷹乃ゆき、yozuca*、加瀨愛奈 * 插畫家：Tinkle、土林誠 * 漫畫家：Ditama某                                                                                                 |
| FF16             | 2010年7月24日－25日                            | 臺大綜合體育館1、3F      | * 聲優：鹿野優以、加瀨愛奈、白石涼子 * 歌手：CooRie、橋本みゆき * 插畫家：梱枝りこ * 製作人：志倉千代丸（MAGES.）                                                                                |
| FF17             | 2011年2月19日－20日                            | 臺大綜合體育館1、3F      | * 聲優：宮田幸季、岸尾だいすけ、藤原啓治、杉田智和、鹿野優以 * 插畫家：深崎暮人 * 遊戲編劇：龍騎士07 * 製作人：志倉千代丸（MAGES.）                                                              |
| FF18             | 2011年7月30日－31日                            | 臺大綜合體育館1、3F      | * 聲優：山本彩乃、野中藍 * 插畫家：KEI * 製作人：志倉千代丸（MAGES.） * 長島☆自演乙☆雄一郎 |
| FF19             | 2012年2月4日－5日                              | 臺大綜合體育館1、3F      | * 聲優：桑島法子、藤原啓治 * 歌手：いとうかなこ、bamboo、AiRI、yozuca* * 插畫家：カントク * 製作人：志倉千代丸（MAGES.）                                                                         |
| FF20             | 2012年7月28日－29日                            | 臺大綜合體育館1、3F      | * 聲優：久川綾、岩男潤子 * 插畫家：岸田メル * 作曲家：田中公平 |
| FF21             | 2013年2月16日－17日                            | 臺大綜合體育館1、3F      | * 聲優：金元壽子 * 插畫家：Tinkle、POP、倉花千夏、幻想堂 * 作曲家：畑亞貴 * 製作人：平澤直 |
| FF22             | 2013年7月27日－28日                            | 臺大綜合體育館1、3F      | * 聲優：福圓美里 * 插畫家：左、天夢森流彩 |
| FF23             | 2014年2月15日－16日                            | 臺大綜合體育館1、3F      | * 聲優：名塚佳織、岩男潤子 * 歌手：藍井艾露、karory |
| FF24             | 2014年7月26日－27日                            | 臺大綜合體育館1、3F      | * 聲優：檜山修之、前田玲奈 * 歌手：森千早都、藤村鼓乃美 * 插畫家：かみやまねき * 漫畫家：椎名橙、艾曼紐·吉拜                                                                                     |
| FF25             | 2015年1月31日－2月1日                          | 花博公園爭豔館           | * 聲優：井上麻里奈、潘惠美、井上剛 * 歌手：北谷洋（Lantis祭 in Taipei宣傳） * 插畫家：refeia * 偶像：Calla♡、未來、CANDY☆STAR                                                                    |
| FF26             | 2015年8月29日－30日                            | 花博公園爭豔館           | * 聲優：藤田咲、前田玲奈 * 繪師：なつめえり、濱元隆輔 |
| FF27             | 2016年1月30日－31日                            | 花博公園爭豔館           | * 聲優：水瀬 いのり、 * 繪師：、STARMARIE |
| FF28             | 2016年8月27日－28日                            | 花博公園爭豔館           | * 聲優：新田恵海、洲崎綾、水瀬 いのり* 繪師：えれっと * 偶像：CANDY☆STAR |
| FF29             | 2017年2月11日－12日                            | 臺大綜合體育館1F、3F、B1 | * 聲優：三上枝織 * 繪師：Syroh * 動漫名師：福田千智 * 偶像：CANDY☆STAR |
| FF30             | 2017年7月29日－30日 （30日活動因尼莎颱風取消） | 花博公園爭艷館、流行館   | * 聲優：西明日香 * 插畫家：岸田メル、美樹本晴彥 * 偶像：CANDY☆STAR |
| FF30.5           | 2017年8月26日－27日                            | 台開動漫無限基地         | * 插畫家：岸田メル、美樹本晴彥 |
| FF31             | 2018年2月10日－11日                            | 臺大綜合體育館1F、3F、B1 | * 偶像：CANDY☆STAR * 聲優：小見川千明、大森日雅、佐藤聰美 * 繪師：Tony、左 |
| FF32             | 2018年7月28日－29日                            | 花博公園爭艷館           | * Cosplayer：KOLers(coser群舞台表演) * 歌手：鈴木このみ * 聲優：安元洋貴 * 繪師：ぱん |
| FF33             | 2019年2月16日－17日                            | 花博公園爭艷館           | * Cosplayer：阿萌天 * 聲優：大原沙耶香 |
| FF34             | 2019年7月27日－28日                            | 花博公園爭艷館           | * 聲優：田中理惠 * 繪師：立羽 |
| FF35             | 2020年2月1日－2日                              | 花博公園爭艷館           | 無 |
| FF36             | 2020年8月22日－23日                            | 花博公園爭艷館           | 無 |
| FF37             | 2021年2月27日－28日                            | 花博公園爭艷館           | 無 |
| FF38             | 2022年2月12日－13日                            | 花博公園爭艷館           | 無(因嚴重特殊傳染性肺炎疫情影響延至2022年2月舉辦) |
| FF39             | 2022年7月16日－17日                            | 花博公園爭艷館           | 無 |
| FF40             | 2023年2月4日－5日                              | 花博公園爭艷館           | * 《假面騎士龍騎》男星松田悟志（秋山蓮）偕同《東方Project》同人樂團幽閉星光（幽閉サテライト） * Cosplayer：伊織萌、宮本彩希 * 以《hololive Meet》舉辦企劃活動的虛擬偶像團體：hololive production |
| FF41             | 2023年8月18日－20日                            | 花博公園爭艷館           | * 首度舉辦三日。 * Cosplayer：伊織萌 * 歌手：Lia * 偶像：純情のアフィリア、萌梓 * 聲優：市之瀨加那（因病未到）                                                                                   |
| FF42             | 2024年2月23日－25日                            | 花博公園爭艷館           | * 歌手：鈴木このみ |
| FF43             | 2024年8月23日－25日                            | 花博公園爭艷館           | * 歌手：Lyn Inaizumi * 漫畫家：みちきんぐ |
| FF44             | 2025年2月7日－9日                              | 花博公園爭艷館           | |

| 亞洲動漫創作展（PF）、台灣原創嘉年華（CN）、模型創作祭（RF） | 亞洲動漫創作展（PF）、台灣原創嘉年華（CN）、模型創作祭（RF） | 亞洲動漫創作展（PF）、台灣原創嘉年華（CN）、模型創作祭（RF） | 亞洲動漫創作展（PF）、台灣原創嘉年華（CN）、模型創作祭（RF）                      |
| 屆                                                           | 期間                                                         | 地點                                                         | 邀請來賓                                                                          |
| ------------------------------------------------------------ | ------------------------------------------------------------ | ------------------------------------------------------------ | --------------------------------------------------------------------------------- |
| CWF                                                          | 2004年5月1日－2日                                            | 台北世貿二館                                                 |                                                                                   |
| PF1                                                          | 2004年10月9日－10日                                          | 臺大綜合體育館1F                                             | * 動畫導演：大地丙太郎 * 作畫監督：長濱博史 * 人物設計師：馬越嘉彥 * 聲優：關智一 |
| PF2                                                          | 2005年10月1日－2日                                           | 臺大綜合體育館1F                                             | * 聲優：綠川光                                                                    |
| PF3                                                          | 2006年4月29日－30日                                          | 臺大綜合體育館1F                                             | * 聲優：草尾毅                                                                    |
| PF4                                                          | 2006年10月21日－22日                                         | 臺大綜合體育館1F                                             | * 聲優：國府田麻理子                                                              |
| PF5                                                          | 2006年12月9日－10日                                          | 臺大綜合體育館1F                                             | * 聲優：古谷徹 * 漫畫家：こだか和麻                                               |
| PF6                                                          | 2007年4月28日－29日                                          | 臺大綜合體育館1F                                             | * 聲優：後藤邑子                                                                  |
| PF7                                                          | 2007年10月20日－21日                                         | 臺大綜合體育館1F                                             | * 聲優：伊藤靜、生天目仁美、豬口有佳                                              |
| PF8                                                          | 2008年4月26日－27日                                          | 臺大綜合體育館1F                                             | * 聲優：神谷浩史                                                                  |
| PF9                                                          | 2008年10月25日－26日                                         | 臺大綜合體育館1F                                             | * 聲優：神谷明、村田步                                                            |
| PF10                                                         | 2009年4月25日－26日                                          | 臺大綜合體育館1F                                             | * 聲優：藤原啟治、置鮎龍太郎                                                      |
| PF11                                                         | 2009年10月24日－25日                                         | 臺大綜合體育館1F                                             | * 聲優：井上和彥                                                                  |
| PF12                                                         | 2010年4月24日－25日                                          | 臺大綜合體育館1F                                             | * 聲優：小野坂昌也                                                                |
| PF13                                                         | 2010年10月23日－24日                                         | 臺大綜合體育館1F                                             | * 聲優：池田秀一                                                                  |
| PF14                                                         | 2011年4月23日－24日                                          | 臺大綜合體育館1F                                             | * 聲優：小西克幸                                                                  |
| CN                                                           | 2011年9月3日                                                 | 臺大綜合體育館B1桌球室                                       |                                                                                   |
| PF15                                                         | 2011年10月29日－30日                                         | 臺大綜合體育館1F                                             | * 聲優：森田成一                                                                  |
| PF16                                                         | 2012年5月5日－6日                                            | 臺大綜合體育館1F                                             |                                                                                   |
| CN2                                                          | 2012年9月8日                                                 | 師大中正堂                                                   |                                                                                   |
| PF17                                                         | 2012年10月27日－28日                                         | 臺大綜合體育館1F                                             | * 聲優：古川登志夫                                                                |
| PF18                                                         | 2013年4月27日－28日                                          | 臺大綜合體育館1F                                             | * 聲優：中田讓治                                                                  |
| CN3                                                          | 2013年9月7日                                                 | 師大中正堂                                                   |                                                                                   |
| PF19                                                         | 2013年10月26日－27日                                         | 臺大綜合體育館1F                                             | * 聲優：阪口大助                                                                  |
| PF20                                                         | 2014年4月26日－27日                                          | 臺大綜合體育館1F                                             | * 聲優：小杉十郎太、伊藤かな恵                                                    |
| CN4                                                          | 2014年9月6日                                                 | 師大中正堂                                                   |                                                                                   |
| RF                                                           | 2014年9月7日                                                 | 師大中正堂                                                   |                                                                                   |
| PF21                                                         | 2014年10月25日－26日                                         | 臺大綜合體育館1F                                             | * 聲優：上坂堇                                                                    |
| PF22×CN5                                                     | 2015年5月9日                                                 | 花博公園爭艷館                                               | * 聲優：茅野愛衣                                                                  |
| CN6                                                          | 2015年9月12日                                                | 師大中正堂                                                   |                                                                                   |
| PF23×RF2                                                     | 2015年10月24日－25日                                         | 臺大綜合體育館1F                                             | * 人物設計師：渡邊明夫 * 原型師：宮川武                                           |
| PF24×RF3                                                     | 2016年5月7日－8日                                            | 花博公園爭艷館                                               | * 聲優：松本梨香                                                                  |
| CN7                                                          | 2016年9月24日                                                | 師大中正堂                                                   |                                                                                   |
| PF25×RF4                                                     | 2016年11月5日－6日                                           | 花博公園爭艷館                                               | * 聲優：檜山修之                                                                  |
| PF26                                                         | 2016年11月5日－6日                                           | 花博公園爭艷館                                               | * 歌手：福山芳樹、鈴木KONOMI                                                      |
| PF27×CN8×RF5                                                 | 2017年10月21日－22日                                         | 花博公園爭艷館                                               | * 聲優：古谷徹 * 模型師：山田卓司                                                 |
| PF28                                                         | 2018年5月19日－20日                                          | 花博公園爭艷館                                               | * 聲優：金元壽子 * 歌手：LiSA                                                     |
| PF29×CN9×RF6                                                 | 2018年10月27日－28日                                         | 花博公園爭艷館                                               | * 聲優：丹下櫻                                                                    |
| PF30                                                         | 2019年5月18日－19日                                          | 花博公園爭艷館                                               | * 聲優：山下大輝                                                                  |
| PF31×CN10×RF7                                                | 2019年11月2日－3日                                           | 花博公園爭艷館                                               | * 聲優：堀江由衣                                                                  |
| PF32                                                         | 2020年7月4日－5日                                            | 花博公園爭艷館                                               |                                                                                   |
| PF33×CN11×RF8                                                | 2020年11月7日－8日                                           | 花博公園爭艷館                                               |                                                                                   |
| PF34                                                         | 2021年5月1日－2日                                            | 花博公園爭艷館                                               |                                                                                   |
| PF35×CN12×RF9                                                | 2022年1月8日－9日                                            | 花博公園爭艷館                                               | (因嚴重特殊傳染性肺炎疫情影響延至2022年1月舉辦)                                   |
| PF36                                                         | 2022年5月7日－8日                                            | 花博公園爭艷館                                               |                                                                                   |
| PF37×CN13×RF10                                               | 2022年10月15日－16日                                         | 花博公園爭艷館                                               |                                                                                   |
| PF38                                                         | 2023年4月29日－30日                                          | 花博公園爭艷館                                               |                                                                                   |
| PF39×RF11                                                    | 2023年11月4日－5日                                           | 花博公園爭艷館                                               | * 聲優：鳥海浩輔、市之瀨加那 * 模型師：竹谷隆之                                   |
| PF40×CN14                                                    | 2024年5月11日－12日                                          | 花博公園爭艷館                                               | * 聲優：小清水亞美                                                                |
| PF41×RF12                                                    | 2024年11月2日－3日                                           | 花博公園爭艷館                                               |                                                                                   |

| 期間                   | 活動名稱                      | 地點         | 邀請來賓       |
| ---------------------- | ----------------------------- | ------------ | -------------- |
| 2012年7月13日－8月19日 | 2012桃園國際動漫大展 （FFTY） | 桃園展演中心 | * 聲優：速水獎 |
| 2017年4月28日－30日    | 2017台北動漫嘉年華            | 臺北市政大樓 |                |

### 臺中地區
| 台中動漫力（FFTC）、台中國際動漫博覽會（TaiCAF） | 台中動漫力（FFTC）、台中國際動漫博覽會（TaiCAF） | 台中動漫力（FFTC）、台中國際動漫博覽會（TaiCAF） | 台中動漫力（FFTC）、台中國際動漫博覽會（TaiCAF） | 台中動漫力（FFTC）、台中國際動漫博覽會（TaiCAF） |
| 屆                                               | 活動名稱                                         | 期間                                             | 地點                                             | 邀請來賓                                         |
| ------------------------------------------------ | ------------------------------------------------ | ------------------------------------------------ | ------------------------------------------------ | ------------------------------------------------ |
| FFTC                                             | 台中動漫力                                       | 2012年7月14日－15日                              | 臺中新市政大樓                                   | * 聲優：尤加奈                                   |
| FFTC2                                            | 台中動漫力                                       | 2013年11月16日－17日                             | 大臺中國際會展中心                               | * 聲優：能登麻美子                               |
| FFTC3                                            | 台中動漫力                                       | 2014年8月16日－17日                              | 大臺中國際會展中心                               | * 聲優：古谷徹                                   |
| FFTC4                                            | 台中動漫力                                       | 2015年8月1日－2日                                | 大臺中國際會展中心                               |                                                  |
| TaiCAF                                           | 台中國際動漫博覽會                               | 2017年8月11日－9月24日                           | 臺中文化創意產業園區                             |                                                  |

### 高雄地區
| 駁二動漫祭（FFK） | 駁二動漫祭（FFK）  | 駁二動漫祭（FFK）    | 駁二動漫祭（FFK）                                       | 駁二動漫祭（FFK）                                                                 |
| 屆                | 活動名稱           | 期間                 | 地點                                                    | 邀請來賓                                                                          |
| ----------------- | ------------------ | -------------------- | ------------------------------------------------------- | --------------------------------------------------------------------------------- |
| FFK               | 動漫高雄、精采樂活 | 2008年12月27日－28日 | 高雄巨蛋                                                | * 聲優：神谷明（mini Live） * 歌手：TEEZ SONG Party（mini Live）、荒山亮          |
| FFK2              | 高雄動漫展         | 2009年8月29日－30日  | 高雄巨蛋                                                | * 歌手：曾威豪、北谷洋（mini Live）                                               |
| FFK3              | 高雄動漫展         | 2010年8月14日－15日  | 高雄巨蛋                                                | * 聲優：福井裕佳梨、神谷明 * 動畫導演：大地丙太郎 * 漫畫家：劉興欽 * 博士：陳仲偉 |
| FFK4              | 駁二動漫祭         | 2011年12月3日－4日   | 駁二藝術特區 大勇P2、七號倉庫                           | * 歌手：桃井晴子（mini Live）、荒山亮                                             |
| FFK5              | 駁二動漫祭         | 2012年11月10日－11日 | 駁二藝術特區 大勇P2、自行車倉庫                         | * 樂團：angela（mini Live）                                                       |
| FFK6              | 駁二動漫祭         | 2013年12月21日－22日 | 駁二藝術特區 大勇P3、自行車倉庫                         | * 聲優：悠木碧 * 樂團：ACG Band Live成員 * 作曲家：椎名豪（mini Live）            |
| FFK7              | 駁二動漫祭         | 2014年11月15日－16日 | 駁二藝術特區 大勇P2、P3、自行車倉庫                     | * 聲優：佐藤聰美、水瀨祈（mini Live）                                             |
| FFK8              | 駁二動漫祭         | 2015年11月28日－29日 | 駁二藝術特區 蓬萊B3、B4倉庫                             | * 聲優：中田讓治 * 歌手：伊藤香奈子                                               |
| FFK9              | 駁二動漫祭         | 2016年11月26日－27日 | 駁二藝術特區 蓬萊B3、B4倉庫                             | * 聲優：石原夏織、淺倉杏美                                                        |
| FFK10             | 駁二動漫祭         | 2017年11月25日－26日 | 駁二藝術特區 大勇P2、P3、自行車倉庫                     | * 聲優：田村由香里（talk show） * 歌手：西澤幸奏                                  |
| FFK11             | 駁二動漫祭         | 2018年12月15日－16日 | 駁二藝術特區 大勇P2、P3、自行車倉庫、蓬萊B4倉庫         | * 歌手：五條真由美（mini Live） * 聲優：三上枝織（talk show）                     |
| FFK12             | 駁二動漫祭         | 2019年11月23日－24日 | 駁二藝術特區 大勇P2、P3、自行車倉庫、蓬萊B4倉庫         | * 歌手：谷本貴義 * 聲優：井上喜久子、井上ほの花                                   |
| FFK13             | 駁二動漫祭         | 2020年12月5日－6日   | 駁二藝術特區 大勇P2、P3、蓬萊B4、B6倉庫                 | * 連線演唱會：Psychic LOVER主唱YOFFY * 連線對談演出：高梨康治、田野アサミ         |
| FFK14             | 駁二動漫祭         | 2021年11月27日－28日 | 駁二藝術特區 大勇P2、P3、蓬萊B4、B6倉庫                 |                                                                                   |
| FFK15             | 駁二動漫祭         | 2022年11月19日－20日 | 駁二藝術特區 大勇P2、P3、蓬萊B3、B4、B6倉庫             |                                                                                   |
| FFK16             | 駁二動漫祭         | 2023年12月16日－17日 | 駁二藝術特區 大勇P2、P3、蓬萊B3、B4、B9倉庫             |                                                                                   |
| FFK17             | 駁二動漫祭         | 2024年12月14日－15日 | 駁二藝術特區 大勇P2、P3、自行車倉庫、蓬萊B3、B4、B9倉庫 |                                                                                   |

## 活動圖集

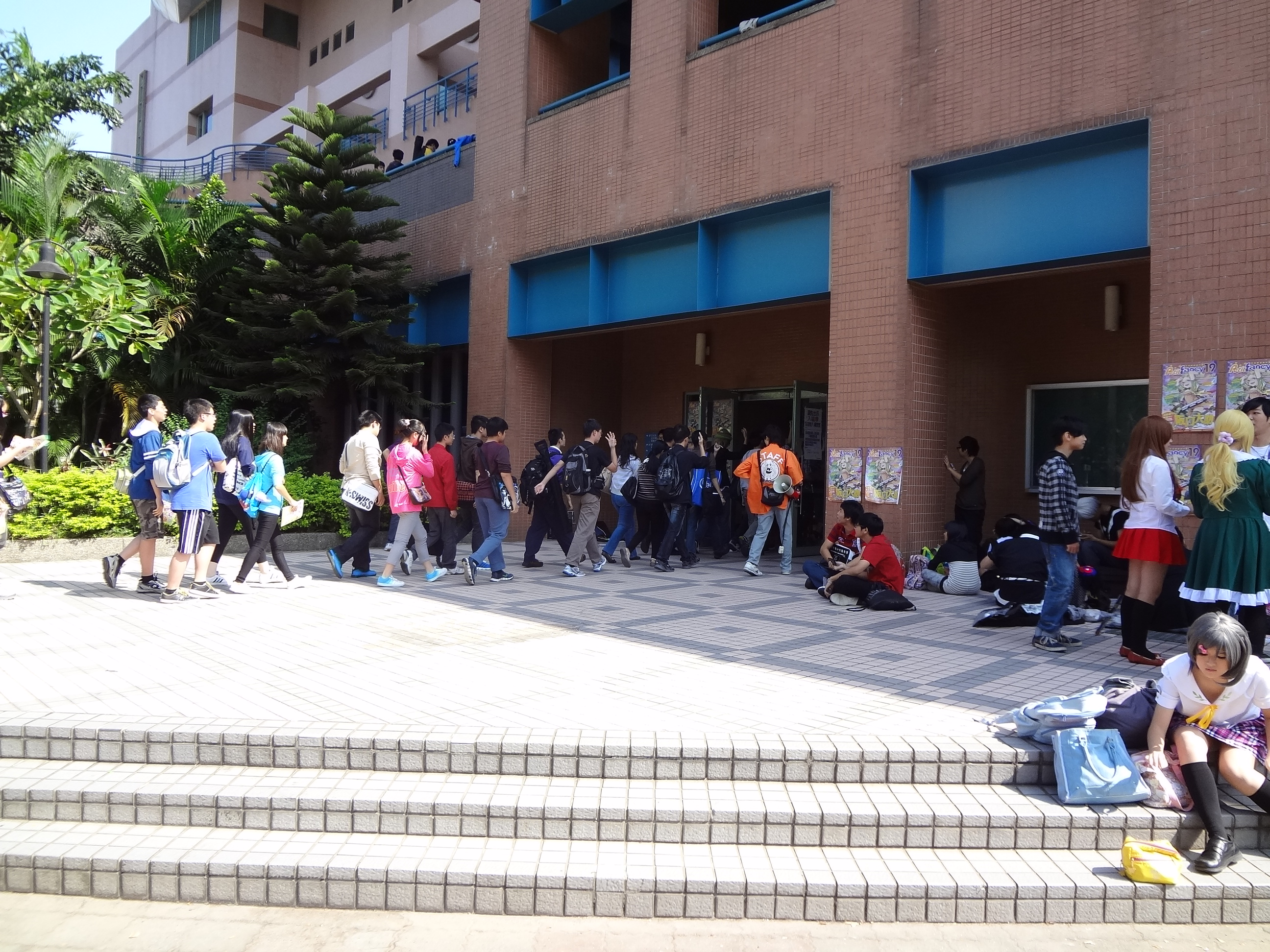
PF19第二天開幕。
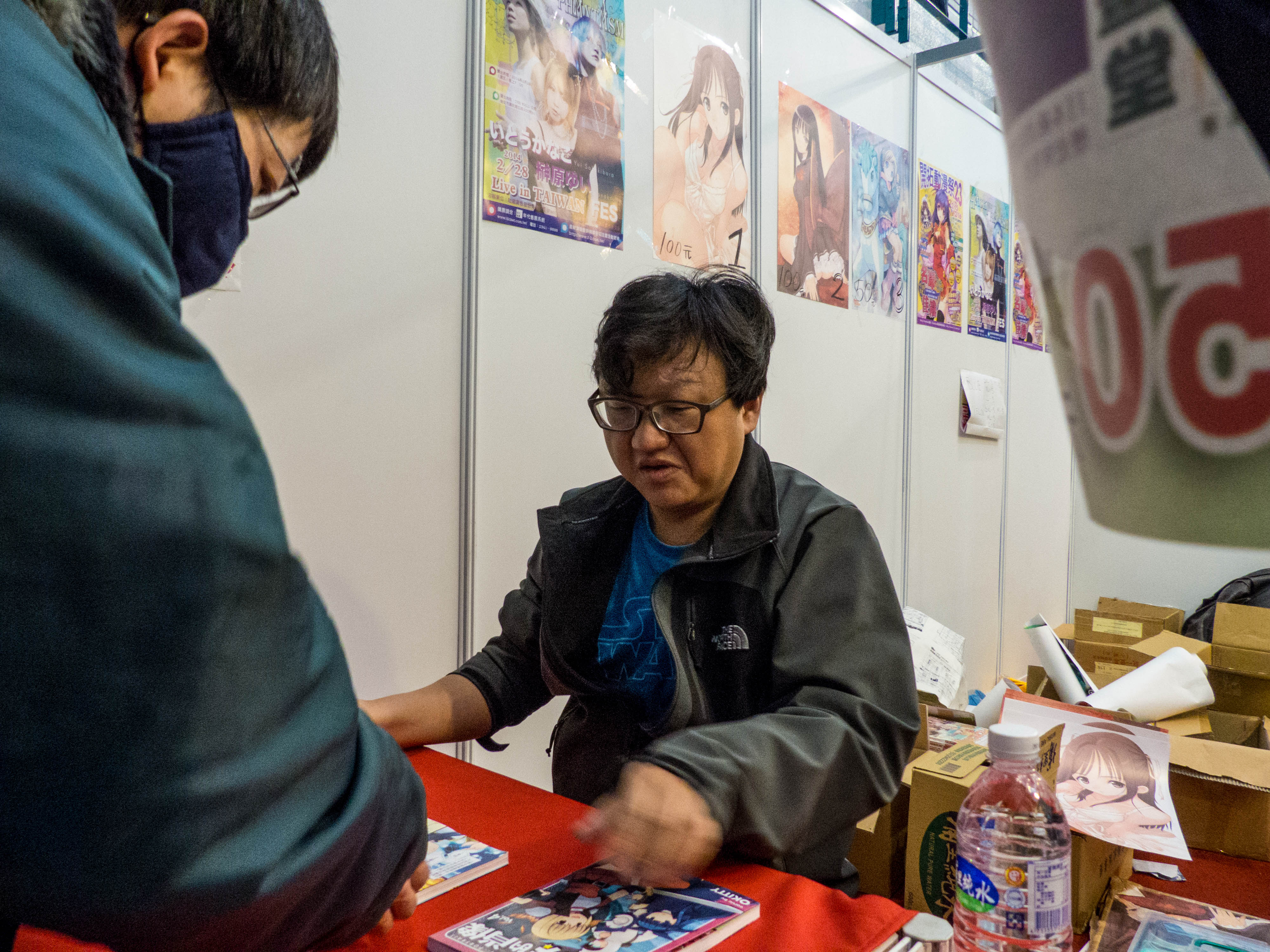
FF23《家族的肖像》第四卷上市紀念，為書迷簽名的作者OKITTY。
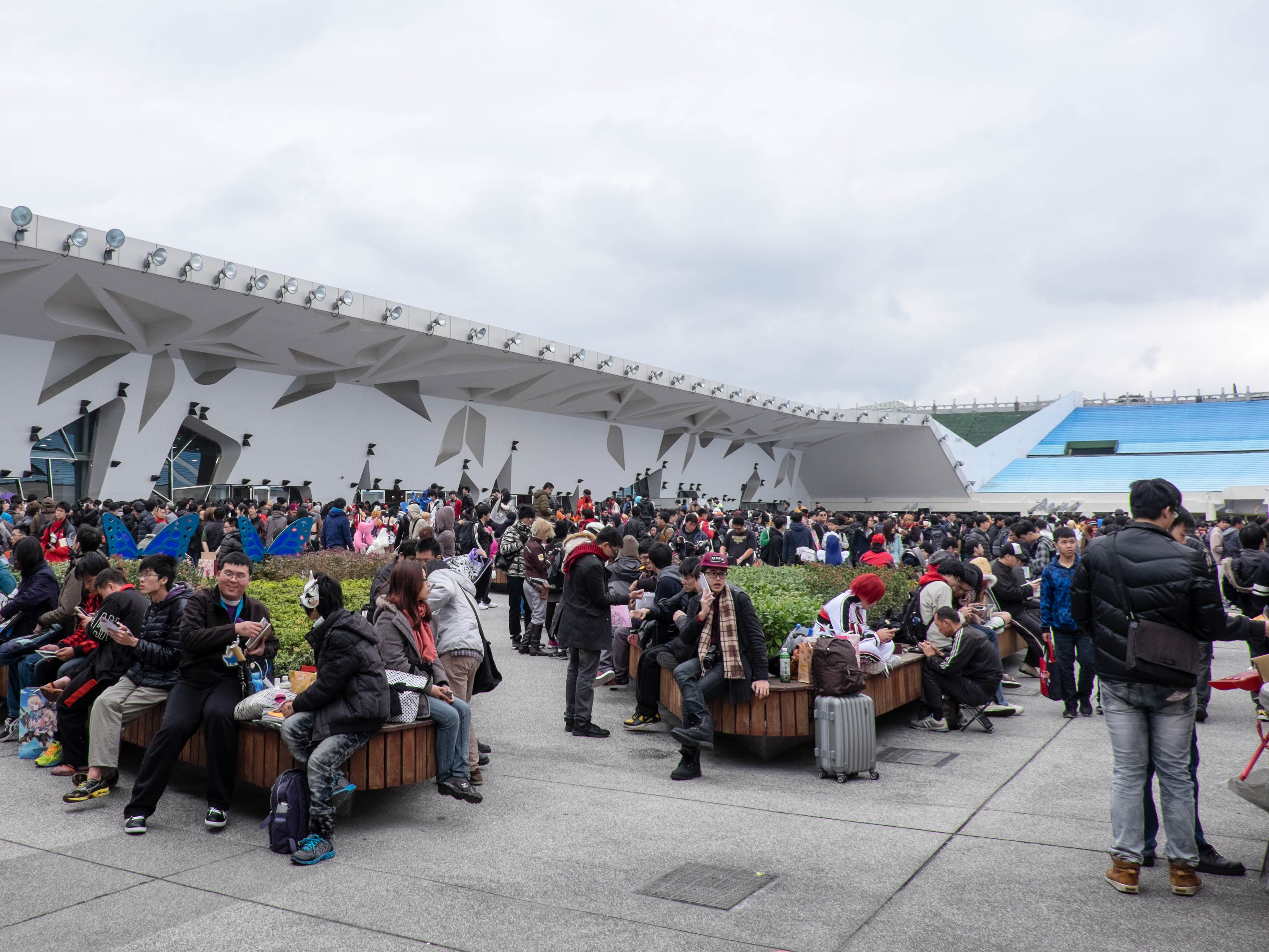
FF25第一天下午花博爭豔館中庭。
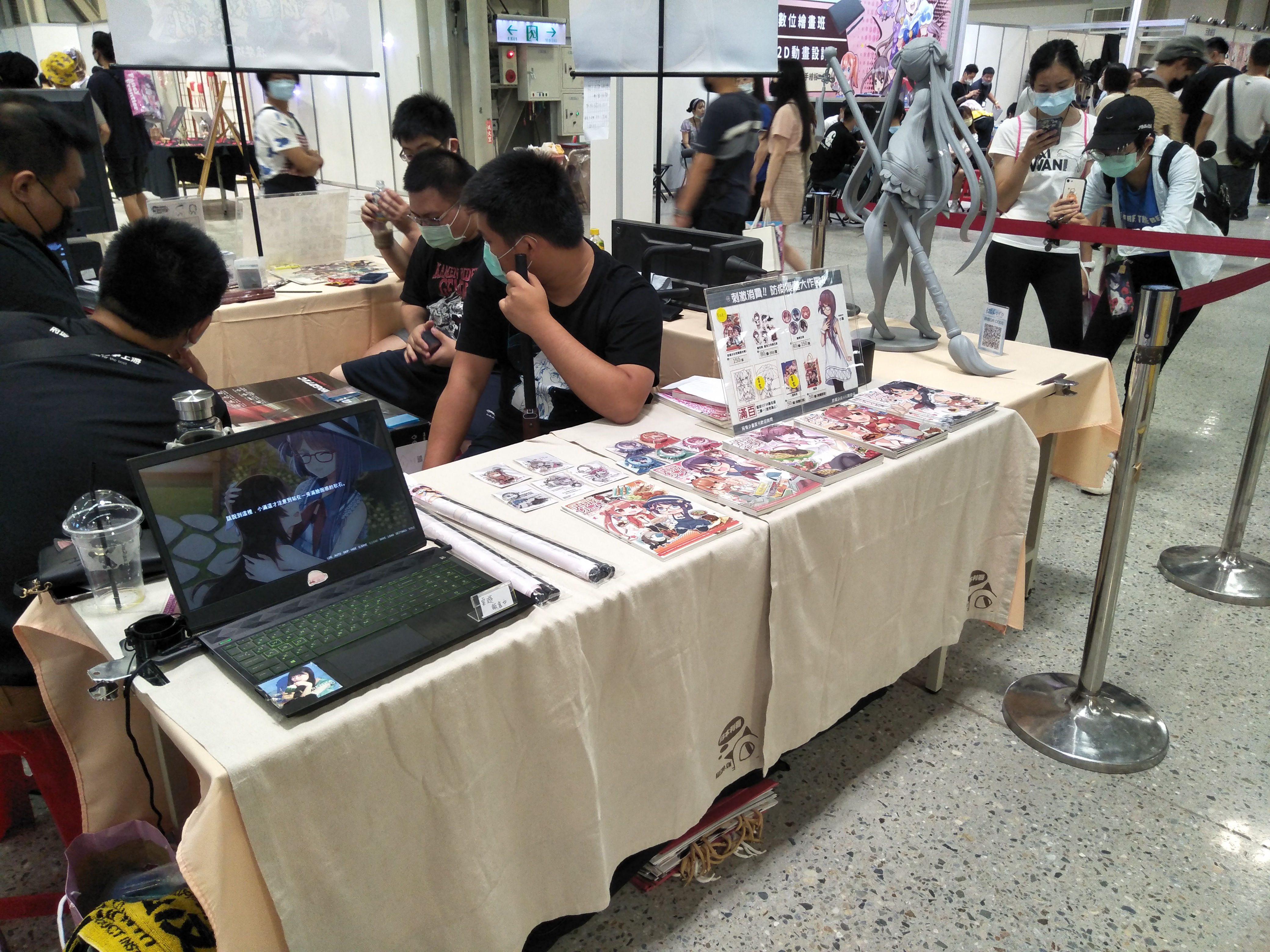
PF32中的攤位

## 關聯活動
其他於開拓動漫祭期間外進行的關聯活動。
極限燃燒 熱血動畫歌曲演唱會
影山浩宣與遠藤正明於2007年5月12日在台大體育館1樓舉辦。
「聖夜歌姬」2007聖誕演唱會
栗林美奈實與美鄉秋在2007年12月23日於台北市市政大樓親子劇場舉辦。
JAM Project 2008台北演唱會
JAM Project（影山浩宣、遠藤正明、北谷洋、奥井雅美、福山芳樹）於2008年6月1日在台大體育館3樓舉辦。
angela & momoi演唱會
angela與桃井晴子於2008年9月28日在台北市市政大樓親子劇場舉辦。
JAM Project Hurricane Tour 2009 in Taipei～Gate of the Future
JAM Project（影山浩宣、遠藤正明、北谷洋、奥井雅美、福山芳樹）於2009年5月30日、31日在台大體育館1樓舉辦。
極限燃燒Ⅱ翻天覆地
影山浩宣與遠藤正明於2009年11月28日在台北市青少年育樂中心10樓舉辦。
2009上海國際動漫節
由開拓動漫祭籌備委員會協辦，預定於2009年10月1日－8日在上海復興公園舉辦，但後續沒有消息。
奥井雅美ASIATOURー2010 ~Troubadour~ vol.1 in Taipei
奥井雅美於2010年5月8日在台北市青少年育樂中心10樓舉辦，吉他手MACARONI☆一同演出。
2022臺中國際動漫博覽會
2022年8月20日－28日在臺中驛鐵道文化園區舉辦，臺中市政府新聞局主辦，開拓動漫與聯利媒體（TVBS）承辦。

## 腳注
1. 1 2  . 開拓動漫.   [2023-12-05]. （原始内容存档于2024-12-04）.
2. 1 2  . 開拓動漫.   [2023-12-05]. （原始内容存档于2024-08-03）.
3. ↑  . 開拓動漫.   [2023-12-05]. （原始内容存档于2024-10-09）.
4. 1 2 3  . Frontier - 開拓動漫. （原始内容存档于2017-09-02）.
5. ↑  . Frontier - 開拓動漫.   [2015-01-28]. （原始内容存档于2014-11-11）.
6. ↑  . Frontier - 開拓動漫.   [2022-02-12]. （原始内容存档于2021-04-20）.
7. ↑  . Frontier - 開拓動漫.   [2015-01-25]. （原始内容存档于2015-03-25）.
8. ↑  鄭景雯. . 中央通訊社. 2014-07-27  [2014-12-27]. （原始内容存档于2017-07-29） （中文（臺灣））.
9. ↑  葉立斌. . 今日新聞網. 2014-07-28  [2014-12-27]. （原始内容存档于2016-05-30） （中文（臺灣））.
10. ↑  http://www.f-2.com.tw/index.php?q=category/%E6%B4%BB%E5%8B%95/ff （页面存档备份，存于） 主辦單位網站
11. ↑  . Frontier - 開拓動漫.   [2019-05-11]. （原始内容存档于2014-11-11）.
12. ↑  生活中心. . ETtoday新聞雲. 2012-02-06  [2022-10-09]. （原始内容存档于2022-09-21） （中文（臺灣））.
13. ↑  郭佳容. . 中國時報. 2015-08-30 （中文（臺灣））.
14. ↑  . 開拓動漫.   [2015-01-25]. （原始内容存档于2015-04-02）.
15. ↑  http://www.f-2.com.tw/index.php?q=category/%E6%B4%BB%E5%8B%95/pf （页面存档备份，存于） 主辦單位網站
16. ↑  . 台灣同人誌中心.   [2015-01-25]. （原始内容存档于2021-04-20）.
17. ↑  . Frontier - 開拓動漫. （原始内容存档于2017-08-19）.
18. ↑  . Frontier - 開拓動漫. （原始内容存档于2017-08-19）.
19. ↑  . Frontier - 開拓動漫. （原始内容存档于2017-08-19）.
20. ↑  . Frontier - 開拓動漫. （原始内容存档于2017-08-19）.
21. ↑  . Frontier - 開拓動漫. （原始内容存档于2017-08-19）.
22. ↑  . Comic World Fancy. （原始内容存档于2009年5月25日）.
23. ↑  . Frontier - 開拓動漫. （原始内容存档于2016-04-11）.
24. ↑  管婺媛. . 中國時報. 2014-07-27  [2014-12-27]. （原始内容存档于2021-04-20） （中文（臺灣））.
25. ↑  鄭景雯. . 中央通訊社. 2015-02-01  [2015-02-04]. （原始内容存档于2018-06-16） （中文（臺灣））.
26. ↑  . Frontier - 開拓動漫. 2023-08-15 （中文（臺灣））.
27. ↑  . Frontier - 開拓動漫. 2024-02-20  [2024-12-02]. （原始内容存档于2024-07-12） （中文（臺灣））.
28. ↑  . Frontier - 開拓動漫. 2024-08-20  [2024-12-02]. （原始内容存档于2024-09-04） （中文（臺灣））.
29. ↑  . Frontier - 開拓動漫. 2023-10-20 （中文（臺灣））.
30. ↑  . Frontier - 開拓動漫. 2024-04-30  [2024-12-02]. （原始内容存档于2024-06-29） （中文（臺灣））.
31. ↑  . Frontier - 開拓動漫. 2024-10-29 （中文（臺灣））.
32. ↑  2012桃園國際動漫大展 的存檔，存档日期2017-08-19.
33. ↑  2017台北動漫嘉年華－社團熱烈招募中！ 的存檔，存档日期2017-08-19.
34. ↑  2012臺中動漫節 的存檔，存档日期2014-11-11.
35. ↑  2013臺中動漫節 的存檔，存档日期2014-08-14.
36. ↑  2014臺中動漫節 的存檔，存档日期2014-08-14.
37. ↑  2010高雄動漫展活動回顧 的存檔，存档日期2014-05-17.
38. ↑  2011駁二動漫祭 的存檔，存档日期2017-08-19.
39. ↑  2012駁二動漫祭 的存檔，存档日期2017-08-19.
40. ↑  2013駁二動漫祭 的存檔，存档日期2017-08-19.
41. ↑  2014駁二動漫祭 的存檔，存档日期2017-07-21.
42. ↑  . （原始内容存档于2021-04-20）.
43. ↑  .   [2018-11-20]. （原始内容存档于2021-04-20）.
44. ↑  . （原始内容存档于2021-04-20）.
45. ↑  . （原始内容存档于2021-04-20）.
46. ↑  . www.facebook.com.   [2020-11-22]. （原始内容存档于2021-04-20）.
47. ↑  . www.facebook.com.   [2020-11-22]. （原始内容存档于2021-01-20） （中文（简体））.
48. ↑  .   [2007-04-01]. （原始内容存档于2007-05-09）.
49. ↑  .   [2007-11-07]. （原始内容存档于2007-10-30）.
50. ↑  .   [2008-09-07]. （原始内容存档于2008-04-05）.
51. ↑  .   [2008-09-07]. （原始内容存档于2008-09-22）.
52. ↑  .   [2010-05-06]. （原始内容存档于2010-12-30）.
53. ↑  .   [2010-05-06]. （原始内容存档于2009-11-06）.
54. ↑  Fancy Frontier開拓動漫祭» Blog Archive » 2009上海國際動漫節演出節目介紹
55. ↑  .   [2010-05-06]. （原始内容存档于2010-04-19）.

## 外部連結
- 開拓動漫
- 開拓動漫祭的Facebook專頁
- 開拓動漫祭的Plurk專頁